# Enoch Soames

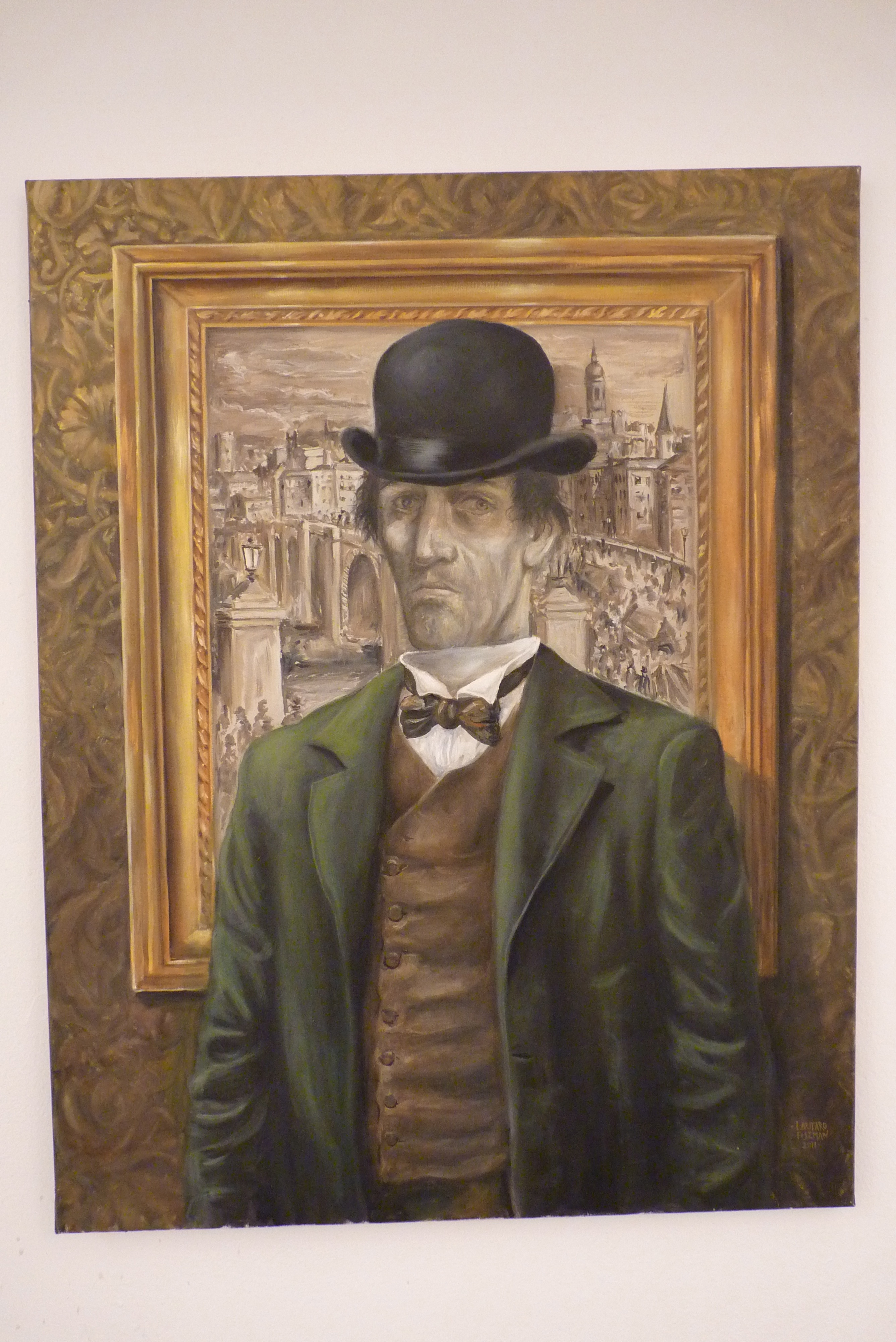
"Retrato de Enoch Soames", Pintura de Lautaro Fiszman.

Enoch Soames es el título de un cuento del escritor británico Max Beerbohm, tomado del nombre del personaje principal de la obra.
El cuento fue publicado originalmente en mayo de 1916 en la edición de The Century Magazine, y más tarde fue incluido en la antología de Beerbohm, Seven Men (1919). Esta es una tragedia cómica, con elementos de fantasía y ciencia ficción.
El autor utiliza una compleja combinación de hechos y ficción para crear un clima realista. Aunque el señor Soames es un personaje de ficción, Beerbohm se incluye a sí mismo en la historia, que también narra. Escribe las reminiscencias de una serie de acontecimientos reales en los que fue testigo y participó en su juventud. La obra contiene también un retrato escrito del artista real William Rothenstein , así como un sinnúmero de referencias a eventos y lugares contemporáneos a 1897. Además, Rothenstein dibujó realmente el "retrato" de Soames que se menciona en el texto; Aunque el trabajo probablemente fue creado más cerca de la fecha de publicación, que a la fecha de 1895 que figura en el cuento. Beerbohm también realizó un dibujo animado de Soames.

## Resumen
Como un narrador que describe acontecimientos de su propio pasado, Beerbohm se presenta como un ensayista y escritor inglés  durante la década de 1890. Cuenta la trágica historia de un amigo y colega de nombre Enoch Soames. Soames es un contemporáneo del Beerbohm más joven; un camarada de ingresos seguros pero moderados, que vive de una anualidad heredada, y un desdichado y desconocido aspirante a poeta. A lo largo de la historia, es el autor y editor de una sucesión de libros de poemas sin éxito. Su aspecto se describe como "débil" y no genera gran impresión, a excepción de su hábito persistente de llevar siempre una capa gris impermeable particular y un sombrero negro suave.
En la tarde del 3 de junio de 1897, Soames y Beerbohm están almorzado en el Soho. Soames está profundamente deprimido y consumido con la creencia de que es un gran autor no reconocido de la literatura y la poesía, infeliz con su actual oscuridad y fracaso, y muy curioso acerca de su "seguro" destino de fama póstuma. Desesperado por el eventual reconocimiento de sus obras y talento.El diablo se presenta desde una mesa vecina. A cambio de la posesión futura de su alma, Soames será transportado exactamente 100 años adelante en el tiempo; para pasar una tarde (14:10-19:00) en la sala de lectura del Museo Británico , un centro de renombre mundial para la investigación bibliográfica, para descubrir como la posteridad lo tratará a sí mismo y sus obras. Después de que el tiempo asignado ha expirado, Soames será devuelto a su actual fecha y lugar, pero a las 19:00. Luego el diablo entonces cobrará su pago.
Después de que el acuerdo se hace, Soames desaparece; Luego reaparece en el café a la hora designada, donde Beerbohm ha vuelto a su encuentro.

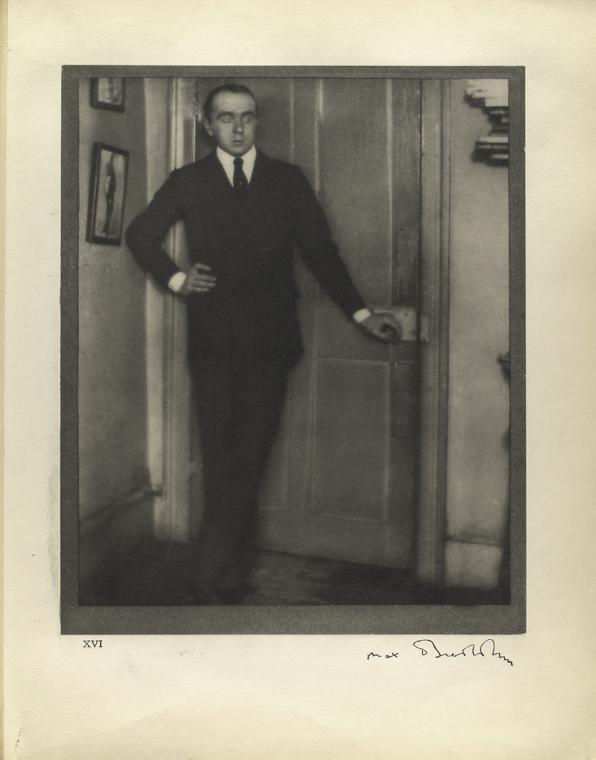
Max Beerbohm en 1908.

## El cuento
El cuento Enoch Soames está incorporado en la Antología de la Literatura Fantástica, compilada por tres letras argentinas: Jorge Luis Borges, Adolfo Bioy Casares y Silvina Ocampo. El historiador David Lowenthal en el primer capítulo de su afamada obra The Past is Another Country (El pasado es un país extraño) ejemplifica la incertidumbre del sujeto moderno frente al pasado y el futuro con la figura de Enoch Soames.